# 大克勒什

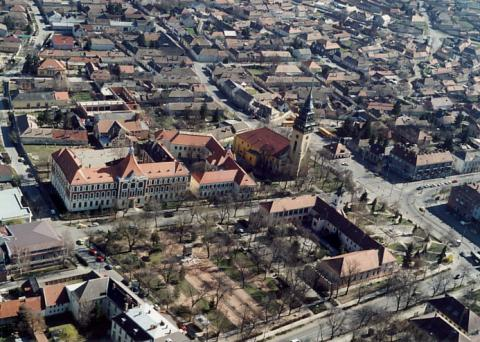

大克勒什是匈牙利的城鎮，位於該國中部，距離首都布達佩斯約80公里，由佩斯州負責管轄，面積227.94公里，該地區自石器時代已有人類居住，2011年人口24,691。